# 巴特·多德森
巴特·多德森（英語：Bart Dodson，1958年4月17日—），美国男子田径运动员。他曾代表美国参加1984年、1988年、1992年、1996年和2000年夏季残疾人奥林匹克运动会田径比赛，获得十三枚金牌、三枚银牌和四枚铜牌。